# SN 2007pm
SN 2007pm – supernowa typu II odkryta 7 listopada 2007 roku w galaktyce UGC 11585. W momencie odkrycia miała maksymalną jasność 19,30m.